# استربروکن
شهر استربروکن (به آلمانی: Osterburken) در ایالت بادن-وورتمبرگ در کشور آلمان واقع شده‌است.